# Iceberg Interactive
Iceberg Interactive — приватний видавець відеоігор, розташований у Гарлемі, Нідерланди. Компанія відома тим, що видає ігри незалежних розробників. Він публікує відеоігри для Windows, macOS і Linux через традиційні канали роздрібної торгівлі, а також служби цифрового розповсюдження, такі як Steam. Останніми роками Iceberg Interactive також випустила ігри для консолей, включаючи Xbox і PlayStation.

## Огляд
Iceberg Interactive була заснована у 2009 році та відповідає за публікацію понад 60 ігор, включаючи такі ігри, як Endless Space, Killing Floor і StarDrive.
Компанія підтримує студії розробки, пропонуючи гарантію якості, переклад і локалізацію продукту, розповсюдження, зв'язки з громадськістю та маркетинг. За останні пару років Iceberg Interactive перемістила свою основну увагу з роздрібної торгівлі на цифрову дистрибуцію.

## Видані ігри
| Гра                                                      | Рік  | Розробник                           | Платформа                                    | Примітки                                    |
| -------------------------------------------------------- | ---- | ----------------------------------- | -------------------------------------------- | ------------------------------------------- |
| The Lost Crown: A Ghost-Hunting Adventure                | 2008 | Darkling Room                       | PC                                           | Всесвітні права                             |
| Restaurant Empire 2                                      | 2009 | Enlight Software                    | PC                                           | Обмежені права                              |
| Ship Simulator 2008                                      | 2009 | VSTEP                               | PC                                           | Обмежені права                              |
| Killing Floor                                            | 2009 | Tripwire Interactive                | PC, macOS, Linux                             | Обмежені права                              |
| Red Orchestra                                            | 2009 | Tripwire Interactive                | PC                                           | Обмежені права                              |
| Darkness Within: In Pursuit of Loath Nolder              | 2009 | Zoetrope Interactive                | PC                                           | Всесвітні права                             |
| Adam's Venture Ep1. The Search for the Lost Garden       | 2009 | Vertigo Games                       | PC                                           | Всесвітні права, термін дії яких закінчився |
| Zeno Clash                                               | 2009 | ACE Team                            | PC                                           | Обмежені права, термін дії яких закінчився  |
| Return to Mysterious Island 2                            | 2009 | Kheops Studio                       | PC                                           | Обмежені права, термін дії яких закінчився  |
| Dracula Trilogy                                          | 2009 | Microïds                            | PC                                           | Обмежені права, термін дії яких закінчився  |
| Dark Fall: The Journal                                   | 2009 | Darkling Room                       | PC                                           | Обмежені права, термін дії яких закінчився  |
| Dark Fall II: Lights Out                                 | 2009 | Darkling Room                       | PC                                           | Обмежені права                              |
| Barrow Hill                                              | 2009 | Shadow Tor Studios                  | PC                                           | Всесвітні права                             |
| Dark Fall: Lost Souls                                    | 2009 | Darkling Room                       | PC                                           | Всесвітні права                             |
| Poker Simulator                                          | 2009 | NetMin Games                        | PC                                           | Обмежені права, термін дії яких закінчився  |
| Ninja Blade                                              | 2010 | From Software                       | PC                                           | Обмежені права, термін дії яких закінчився  |
| Still Life 2                                             | 2010 | Microïds                            | PC                                           | Обмежені права, термін дії яких закінчився  |
| Sail Simulator 2010                                      | 2010 | Scentec Software                    | PC                                           | Обмежені права, термін дії яких закінчився  |
| Wings of Prey                                            | 2010 | Gaijin Entertainment                | PC                                           | Обмежені права                              |
| Airport Control Simulator                                | 2010 | Nemesys Team Studio                 | PC                                           | Обмежені права, термін дії яких закінчився  |
| Armada 2526                                              | 2010 | Ntronium Games                      | PC                                           | Всесвітні права                             |
| Darkness Within 2: The Dark Lineage                      | 2010 | Zoetrope Interactive                | PC                                           | Всесвітні права                             |
| Space Shuttle Mission Simulator: The Collector's Edition | 2010 | Exciting Simulations                | PC                                           | Обмежені права, термін дії яких закінчився  |
| Global Agenda                                            | 2010 | Hi-Rez Studios                      | PC                                           | Обмежені права, термін дії яких закінчився  |
| Craft of Gods                                            | 2010 | Cyberdemons                         | PC                                           | Обмежені права, термін дії яких закінчився  |
| The Ball                                                 | 2010 | Teotl Studios                       | PC                                           | Обмежені права, термін дії яких закінчився  |
| Last Half of Darkness: Tomb of Zojir                     | 2010 | WRF Studios                         | PC                                           | Обмежені права, термін дії яких закінчився  |
| Bracken Tor                                              | 2010 | Shadow Tor Studios                  | PC                                           |                                             |
| Earthrise                                                | 2011 | Masthead Studios                    | PC                                           | Обмежені права, термін дії яких закінчився  |
| Baron Wittard: Nemesis of Ragnarok                       | 2011 | Wax Lyrical                         | PC                                           | Обмежені права, термін дії яких закінчився  |
| Starpoint Gemini                                         | 2011 | Little Green Men Games              | PC                                           | Всесвітні права                             |
| Trapped Dead                                             | 2011 | Headup Games/Crenetic               | PC                                           | Обмежені права                              |
| Armada 2526: Supernova                                   | 2011 | Ntronium Games                      | PC                                           | Всесвітні права                             |
| Adam's Venture Ep2. Solomon's Secret                     | 2011 | Vertigo Games                       | PC                                           | Всесвітні права, термін дії яких закінчився |
| Alter Ego                                                | 2011 | bitComposer Games                   | PC                                           | Обмежені права, термін дії яких закінчився  |
| Family Farm                                              | 2011 | Hammerware                          | PC, macOS, Linux                             | Обмежені права, термін дії яких закінчився  |
| Nuclear Dawn                                             | 2011 | Interwave Studios                   | PC, macOS, Linux                             | Всесвітні права                             |
| Revenge of the Titans                                    | 2011 | Puppygames                          | PC, macOS, Linux                             | Обмежені права, термін дії яких закінчився  |
| Star Ruler                                               | 2011 | Blind Mind Studios                  | PC                                           | Обмежені права, термін дії яких закінчився  |
| ACES High                                                | 2011 | Hitech Creations                    | PC                                           | Обмежені права, термін дії яких закінчився  |
| Oil Rush                                                 | 2012 | Unigine Corp                        | PC, macOS, Linux                             | Обмежені права, термін дії яких закінчився  |
| APB Reloaded                                             | 2012 | Reloaded Productions                | PC                                           | Обмежені права, термін дії яких закінчився  |
| Armada 2526: Gold Edition                                | 2012 | Ntronium Games                      | PC                                           | Всесвітні права                             |
| Blades of Time                                           | 2012 | Gaijin Entertainment                | PC, macOS                                    | Обмежені права                              |
| Last Half of Darkness: Society of the Serpent Moon       | 2012 | WRF Studios                         | PC                                           | Обмежені права, термін дії яких закінчився  |
| Last Half of Darkness: Society of the Serpent Moon       | 2012 | WRF Studios                         | PC                                           | Обмежені права, термін дії яких закінчився  |
| Gemini Wars                                              | 2012 | Camel 101                           | PC, macOS                                    | Всесвітні права                             |
| SOL: Exodus                                              | 2012 | Bit Planet Games                    | PC                                           | Обмежені права, термін дії яких закінчився  |
| Cristiano Ronaldo: Freestyle                             | 2012 | Biodroid Entertainment              | PC, macOS                                    | Обмежені права, термін дії яких закінчився  |
| Endless Space                                            | 2012 | Amplitude Studios                   | PC, macOS                                    | Обмежені права, термін дії яких закінчився  |
| Real Heroes: Firefighter                                 | 2012 | Scientifically Proven Entertainment | PC                                           | Обмежені права, термін дії яких закінчився  |
| The Good Life                                            | 2012 | Immersion FX Games                  | PC                                           | Всесвітні права                             |
| Tiny Troopers                                            | 2012 | Kukouri                             | PC, macOS                                    | Всесвітні права                             |
| Adam's Venture Ep3. Revelations                          | 2012 | Vertigo Games                       | PC                                           | Всесвітні права, термін дії яких закінчився |
| Zombie Apocalypse Pack                                   | 2013 | Various developers                  | PC                                           | Обмежені права, термін дії яких закінчився  |
| Rising Storm                                             | 2013 | Tripwire Interactive                | PC                                           | Обмежені права                              |
| Gas Guzzlers Extreme                                     | 2013 | Gamepires                           | PC, Xbox One                                 | Всесвітні права                             |
| StarDrive                                                | 2013 | Zero Sum Games                      | PC                                           | Всесвітні права                             |
| Dark Matter                                              | 2013 | Interwave Studios                   | PC, macOS, Linux                             | Всесвітні права                             |
| Endless Legend                                           | 2014 | Amplitude Studios                   | PC, macOS                                    | Обмежені права                              |
| Starpoint Gemini 2                                       | 2014 | Little Green Men Games              | PC                                           | Всесвітні права                             |
| Lords of the Black Sun                                   | 2014 | Arkavi Studios                      | PC                                           | Всесвітні права                             |
| Horizon                                                  | 2014 | L3O Interactive                     | PC                                           | Всесвітні права                             |
| StarDrive 2                                              | 2015 | Zero Sum Games                      | PC, macOS, Linux                             | Всесвітні права                             |
| The Last Crown: Midnight Horror                          | 2015 | Darkling Room                       | PC                                           | Всесвітні права                             |
| Vector Thrust                                            | 2015 | TimeSymmetry                        | PC                                           | Всесвітні права                             |
| Inside My Radio                                          | 2015 | Seaven Studio                       | PC                                           | Всесвітні права                             |
| Ceres                                                    | 2015 | Jötunn Games                        | PC, macOS, Linux                             | Всесвітні права                             |
| Killing Floor 2                                          | 2016 | Tripwire Interactive                | PC, PlayStation 4, Xbox One                  | Обмежені права                              |
| Barrow Hill: The Dark Path                               | 2016 | Shadow Tor Studios                  | PC                                           | Всесвітні права                             |
| Into the Stars                                           | 2016 | Fugitive Games                      | PC                                           | Всесвітні права                             |
| Starship Corporation                                     | 2016 | Coronado Games                      | PC                                           | Всесвітні права                             |
| Rising Storm 2: Vietnam                                  | 2017 | Tripwire Interactive                | PC                                           | Обмежені права                              |
| Empathy: Path of Whispers                                | 2017 | Pixel Night                         | PC                                           | Всесвітні права                             |
| Stars in Shadow                                          | 2017 | Ashdar Games                        | PC                                           | Всесвітні права                             |
| Starpoint Gemini Warlords                                | 2017 | Little Green Men Games              | PC                                           | Всесвітні права                             |
| Conarium                                                 | 2017 | Zoetrope Interactive                | PC, PlayStation 4, Xbox One, Nintendo Switch | Всесвітні права                             |
| Dawn of Andromeda                                        | 2017 | Grey Wolf Entertainment             | PC                                           | Всесвітні права                             |
| Inmates                                                  | 2017 | Davit Andreasyan                    | PC                                           | Всесвітні права                             |
| Oriental Empires                                         | 2017 | Shining Pixel Studios               | PC                                           | Всесвітні права                             |
| Antigraviator                                            | 2018 | Cybernetic Walrus                   | PC, PlayStation 4, Xbox One                  | Всесвітні права                             |
| Tech Support: Error Unknown                              | 2019 | Dragon Slumber                      | PC                                           | Всесвітні права                             |
| The Sojourn                                              | 2019 | Shifting Tides                      | PC                                           | Всесвітні права                             |
| Railroad Corporation                                     | 2019 | Corbie Games                        | PC                                           | Всесвітні права                             |
| Pax Nova                                                 | 2019 | GreyWolf Entertainment              | PC                                           | Всесвітні права                             |
| Still There                                              | 2019 | GhostShark Games                    | PC, macOS, Nintendo Switch                   | Всесвітні права                             |
| Lunacy: Saint Rhodes                                     | 2020 | Lazarus Studio                      | PC                                           | Всесвітні права                             |
| Strange Horticulture                                     | 2022 | Bad Viking                          | PC, Nintendo Switch                          | Всесвітні права                             |
| Land of the Vikings                                      | 2022 | Laps Games                          | PC                                           | Всесвітні права                             |